# Micrasema oregonum
Micrasema oregonum är en nattsländeart som beskrevs av Donald G. Denning 1983. Micrasema oregonum ingår i släktet Micrasema och familjen bäcknattsländor. Inga underarter finns listade i Catalogue of Life.